# Stilbocarpa
Stilbocarpa es un género de plantas con flores perteneciente a la familia Araliaceae. Comprende tres especies, todas ellas endémicas de Nueva Zelanda. Comprende tres especies descritas y  aceptadas.

## Taxonomía
El género fue descrito por (Hook.f.) Decne. & Planch. y publicado en Revue Horticole 3: 105. 1854. La especie tipo es: Stilbocarpa polaris (Hombr. & Jacq.) A.Gray	

## Especies seleccionadas
A continuación se brinda un listado de las especies del género Stilbocarpa aceptadas hasta julio de 2012, ordenadas alfabéticamente. Para cada una se indica el nombre binomial seguido del autor, abreviado según las convenciones y usos.
- Stilbocarpa lyallii Armstr.
- Stilbocarpa polaris (Hombr. & Jacq.) A.Gray
- Stilbocarpa robusta (Kirk) Cockayne